# Diplotoxa unicolor
Diplotoxa unicolor är en tvåvingeart som beskrevs av Becker 1912. Diplotoxa unicolor ingår i släktet Diplotoxa och familjen fritflugor. Inga underarter finns listade i Catalogue of Life.